# 東京都立村山特別支援学校
東京都立村山特別支援学校（とうきょうとりつ むらやまとくべつしえんがっこう）は、東京都武蔵村山市に所在する特別支援学校である。肢体不自由の児童・生徒を対象とした教育を行っており、小学部・中学部・高等部を設置している。
校舎改築工事のため、2028年度（令和10年）までは武蔵村山市緑が丘に所在する仮設校舎で授業が実施される予定である。

## 概要
本校は、小学部、中学部、高等部で構成されており、普通学級、重複学級、訪問学級（在宅訪問および施設訪問）が設置されている。訪問学級の施設訪問では、東京小児療育病院に入院中の児童生徒を対象としている。
通学支援としてスクールバス18コースと医療的ケア児専用車両8コースを運行している。
東大和市立第五小学校、東京都立東大和高等学校などと学校間交流を実施している。

## 沿革
- 1973年1月 - 初代校長 中島秀夫 が着任。
- 1973年4月 - 東京都立小平養護学校内にて開校。
- 1974年5月 - 新校舎完成に伴い、小平養護学校より移転。
- 1978年4月 - 第二代校長 森逸男 が着任。
- 1979年4月 - 校内に東京都立八王子東養護学校が開校。
- 1981年3月 - 校章を制定。
- 1983年4月 - 第三代校長 藤島幸利 が着任。
- 1984年3月 - 校歌を制定。
- 1987年4月 - 第四代校長 齋藤美佐子 が着任。
- 1990年4月 - 第五代校長 今里勉 が着任。
- 1992年4月 - 医療体制整備事業モデル校の指定を受ける。
- 1993年5月 - 鶴風会より運動場用地として土地を取得。
- 1997年4月 - 第六代校長 加納竹文 が着任。
- 1999年4月 - 第七代校長 飯野順子 が着任。
- 2000年1月 - 肢体不自由養護学校における医療体制の整備・充実への貢献により表彰を受ける。
- 2002年4月 - 第八代校長 高橋光夫 が着任。
- 2003年9月 - 創立30周年記念式典を挙行。
- 2004年4月 - 第九代校長 松山明弘 が着任。
- 2006年4月 - 非常勤看護師の配置を開始。
- 2007年4月 - 第十代校長 江崎安幸 が着任。
- 2008年4月 - 校名を「東京都立村山特別支援学校」に改称。
- 2010年1月 - 特別支援教育授業力向上として教育委員会より表彰を受ける。
- 2010年4月 - 第十一代校長 杉本久吉 が着任。
- 2011年2月 - 東京都学校歯科保健優良校として表彰を受ける。
- 2013年4月 - 第十二代校長 若杉哲文 が着任。
- 2014年10月 - 新校章を制定。
- 2014年12月 - 創立40周年記念式典を挙行。
- 2015年4月 - 東京都特別支援推進計画に基づき、学校介護職員の導入を開始。
- 2016年4月 - 第十三代校長 國松順 が着任。都立学校活用促進モデル事業実施校に指定。
- 2018年4月 - 第十四代校長 中島雄佑 が着任。
- 2018年9月 - 医療的ケア専用通学車両の運行を開始。
- 2018年11月 - スポーツ庁・日本学校体育研究連合会より第57回全国学校研究大会優良校として表彰を受ける。
- 2019年7月 - 第4回全国ボッチャ選抜甲子園大会で優勝し、日本一となる。
- 2021年4月 - 第十五代校長 坂口しおり が着任。
- 2022年4月 - 人工呼吸器の管理モデル事業および言語活動・読書活動充実事業研究の指定を受ける。
- 2023年4月 - 第十六代校長 佐々木孝之 が着任。デジタルを活用した他校との共同学習事業研究指定、東京都体育健康推進校に指定。
- 2023年9月 - 東京都第三次主要施設10か年維持更新計画に伴い、緑が丘校舎へ移転。
- 2024年4月 - 第十七代校長 阿部智子 が着任。デジタルを活用した他校との共同学習事業研究指定を継続[2]。

## 通学区域
- 東大和市全域
- 武蔵村山市全域
- 昭島市全域
- 瑞穂町全域
- 国立市
  - 北
- 立川市（下記以外の地域）
  - 東京都立府中けやきの森学園の学区：羽衣町
- 東村山市（下記以外の地域）
  - 東京都立小平特別支援学校の学区：本町、栄町、久米川町、秋津町、青葉町、恩多町、萩山町[7]

## 児童・生徒数・教職員数
2025年度
- 児童生徒:115名（43学級）
- 教職員:149名[8]

## 所在地
〒208-0012　東京都武蔵村山市緑が丘1460番地1